# Eurya alata
Eurya alata är en tvåhjärtbladig växtart som beskrevs av Clarence Emmeren Kobuski. Eurya alata ingår i släktet Eurya och familjen Pentaphylacaceae. Inga underarter finns listade i Catalogue of Life.

## Bildgalleri

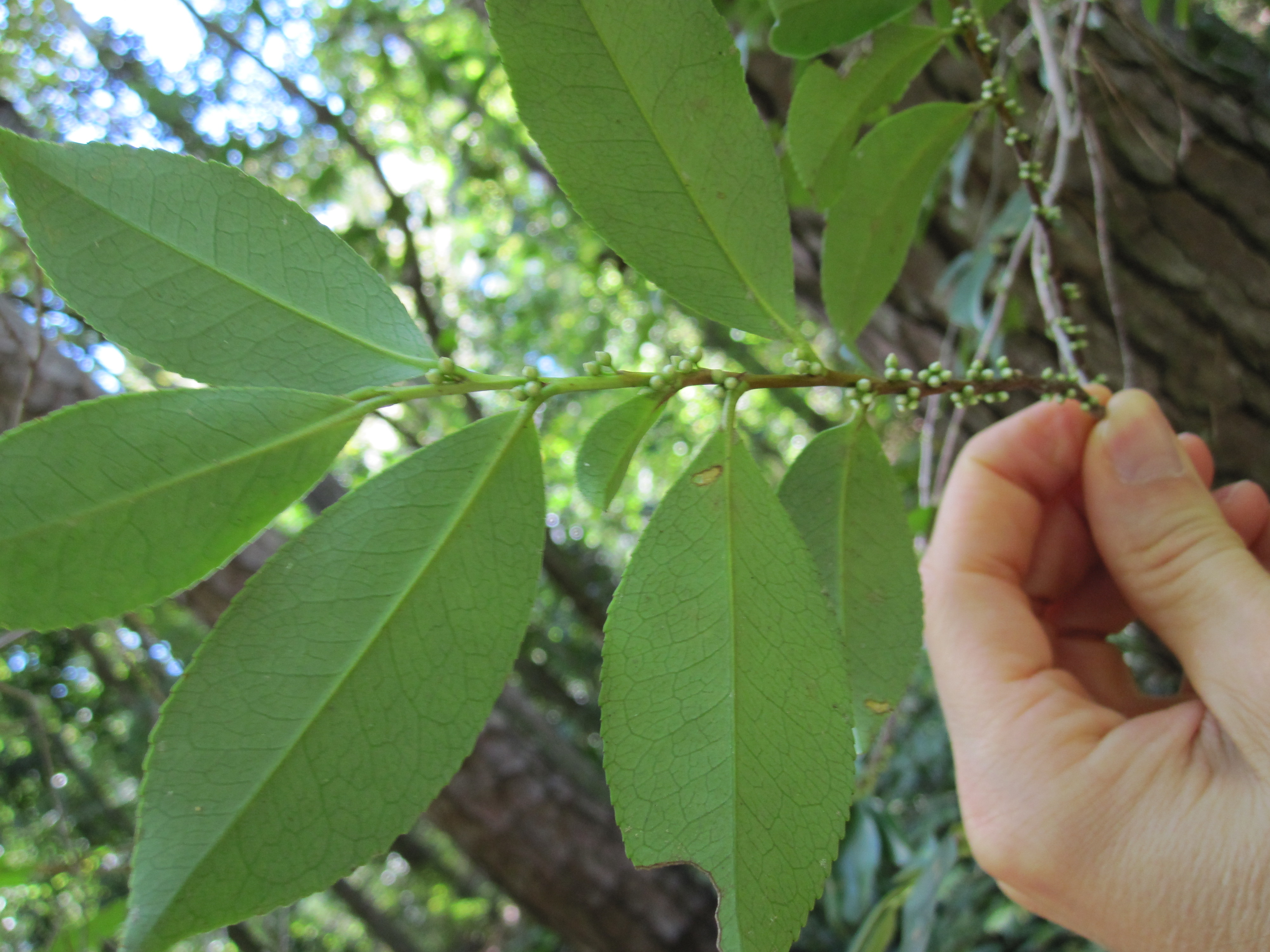